# Pirəkəşkül
Pirəkəşkül (także, Perekeşkül, Perekeshkul’, Perekischkjul, Perekishkyul’, i Pirekeshkyul’ - jest wioską w rejonie Abşeron w Azerbejdżanie. Wioska tworzy część gminy Pirəkəşkül-Qobustan.